# Nikolàievka (Bekovski)
Nikolàievka - Николаевка (rus) - és un poble a l'óblast de Penza, Rússia. El 2010 tenia tres habitants.